# توربراتور
توربراتور بر پایه اوستا نام کُشنده زرتشت، پیامبر ایرانی است. نام او را برخی، براترکرش نیز یاد کرده‌اند. توربراتور مردی از سرزمین توران بود که در تازش تورانیان به ایران در آتشکده بلخ زرتشت را -هنگامی که با ۷۲ تن از یارانش به پرستش نشسته بودند-کشت.
توربراتور دگرگون‌شده نام «تورباتور» به معنی «قهرمان تورانیان» باشد.